# Stichopogon aurigerum
Stichopogon aurigerum là một loài ruồi trong họ Asilidae. Stichopogon aurigerum được Lehr miêu tả năm 1984. Loài này phân bố ở vùng Cổ Bắc giới.